# Janet L. Nelson
Dame Janet Laughland Nelson oft auch Jinty Nelson DBE (* 28. März 1942; † 14. Oktober 2024; geborene Janet Muir) war eine britische Historikerin. Sie gehörte zu den führenden Expertinnen der Karolingerzeit.

## Leben und Werk
Janet L. Nelson wuchs in Blackpool auf und studierte Geschichte am Newnham College in Cambridge. 1965 heiratete sie. 1967 folgte der Ph.D. bei Walter Ullmann mit der Arbeit „Rituals of Royal Inauguaration in Early Medieval Europe. From dux populi to athleta christi“. Anschließend begleitete sie ihren Mann für sozialanthropologische Feldforschungen nach China. Nach der Rückkehr nach Großbritannien war sie zunächst im Foreign and Commonwealth Office tätig. 1970 wurde sie Lecturer in Geschichte am King’s College London. Sie blieb dort bis 2008. 1987 wurde sie Reader und 1993 Professor für mittelalterliche Geschichte. Nelson betreute 32 Doktorarbeiten. Am King’s College London war sie Director of the Centre for Late Antiques.
Nelsons Forschungsschwerpunkt war die Karolingerzeit. Dabei standen das Königtum, die politischen Ideen und Rituale im Blickpunkt. Sie hat zahlreiche Veröffentlichungen zum frühmittelalterlichen Europa vorgelegt. Ihre Studien Society, theodicy and the origins of heresy (1971) und Royal saints and early medieval kingship (1973) machten sie einer größeren Fachwelt bekannt. Nelson bearbeitete die Übersetzungsreihe Manchester Medieval Sources von 1991 bis 2009. 1991 legte sie eine kommentierte Übersetzung der Annalen von St. Bertin vor. Nelson veröffentlichte zahlreiche Studien über den westfränkischen Herrscher Karl den Kahlen und seine Zeit. 1992 folgte mit der Biographie eine Synthese ihrer langjährigen Forschungsarbeit. Es war die erste umfassende Biographie Karls des Kahlen überhaupt. Nelson unterzog dabei die vorherrschende Sichtweise Karls als eines schwachen Herrschers in einer Verfallszeit („a reputation as an unsuccessful participant in a process of decline and disintegration“ S. VII.) einer Revision. Ihr Ziel war es, „to understand Charles in his own times: what he did, what world he moved in, what sort of man he was“ (S. 4). Für Nelson war Karl ein fähiger Herrscher, dem es unter schwierigsten äußeren Umständen gelang, sich die Unterstützung des Adels und der Kirche zu sichern und dadurch die königliche Macht zu konsolidieren. Beim Entstehungsprozess des späteren Frankreichs wies Nelson ihm eine wichtige Rolle zu. Nelson legte mehr als zwei Jahrzehnte mehrere Aufsätze zu Einzelaspekten der Zeit Karls des Großen vor. Im Jahr 2019 erschien von ihr eine umfassende Biographie zu Karl.
Zusammen mit Henrietta Leyser war sie Herausgeberin von The Oxford History of Medieval Europe. Nelson leitete zusammen mit Simon Keynes und Stephen Baxter die Prosopography of Anglo-Saxon England. Im Jahr 1986 wurden 17 Aufsätze gebündelt im Sammelband Politics and Ritual in Early Medieval Europe veröffentlicht.
Für ihre Forschungen wurden Nelson zahlreiche wissenschaftliche Ehrungen und Mitgliedschaften zugesprochen. Im Jahr 1996 wurde sie Fellow der British Academy und war dort von 1999 bis 2001 Vizepräsidentin. 2000 wurde sie Corresponding Fellow der Medieval Academy of America. Sie wurde 1982 Fellow der Royal Historical Society und hatte von 2001 bis 2005 als erste Frau die Präsidentschaft inne. Sie war außerdem Präsidentin der Ecclesiastical History Society. Nelson erhielt Ehrendoktorate der Universitäten UEA (2004), St Andrews (2007), Queen’s Belfast (2009), York (2010), Nottingham und Liverpool (2010). 2006 wurde ihr die seltene Ehre der Dame Commander of the Order of the British Empire zugesprochen.

## Schriften
- Politics and Ritual in Early Medieval Europe. Hambledon, London 1986, ISBN 0-907628-59-1.
- Charles the Bald. Longman, London 1992, ISBN 0-582-05585-7.
- The Frankish World. Hambledon, London 1996, ISBN 1-85285-105-8.
- Rulers and Ruling Families in Earlier Medieval Europe. Ashgate, Aldershot 1999, ISBN 0-86078-802-4.
- Courts, elites, and gendered power in the early Middle Ages. Charlemagne and others. Ashgate, Aldershot 2007, ISBN 978-0-7546-5933-4.
- King and Emperor. A New Life of Charlemagne. Allen Lane, London 2019, ISBN 978-0-7139-9243-4.